# 哈蒂班达
哈蒂班达（Hatibandha），是印度奥里萨邦Sundargarh县的一个城镇。总人口9296（2001年）。

## 人口
该地2001年总人口9296人，其中男性4893人，女性4403人；0—6岁人口1086人，其中男581人，女505人；识字率70.02%，其中男性为77.87%，女性为61.30%。